# Pawełki (wieś w województwie warmińsko-mazurskim)
Pawełki (niem. Paulken) – wieś w Polsce położona w województwie warmińsko-mazurskim, w powiecie ostródzkim, w gminie Miłakowo.
W latach 1975–1998 miejscowość położona była w województwie olsztyńskim. Miejscowość leży w historycznym regionie Prus Górnych.

## Historia
Wieś wzmiankowana w dokumentach z roku 1352, jako wieś czynszowa na 14 włókach. Pierwotna nazwa wsi - Paule. W roku 1782 we wsi odnotowano sześć domów (dymów), natomiast w 1858 w czterech gospodarstwach domowych było 76 mieszkańców. W latach 1937–39 było 337 mieszkańców. W roku 1973 jako wieś i majątek Pawełki należały do powiatu morąskiego, gmina i poczta Miłakowo.